# دارسی کوریگان
دارسی کوریگان (انگلیسی: D'Arcy Corrigan؛ ‏ ۲ ژانویهٔ ۱۸۷۰ – ۲۵ دسامبر ۱۹۴۵) بازیگر و وکیل اهل ایرلند بود.
از فیلم‌ها یا برنامه‌های تلویزیونی که وی در آن نقش داشته‌است، می‌توان به راه بازگشت، آخرین اخطار، در گرداگرد شهر، قتل‌های خیابان مورگ، خبرچین، خیش و ستارگان، سرود کریسمس، بیوه سرمست، مردی که می‌خندد، شکوه صبح، مرد نامرئی، ما دوباره زندگی می‌کنیم، کلایو هند، اسرار ادوین درود، عروس فرانکنشتاین، لویدز لندن، در صحنه، فتح، ولز فارگو، پرورش بیبی، ماجراهای رابین هود، ماجرا، مردی با نقاب آهنین، تارزان و شیر زرین و فرمان بزرگ اشاره کرد.

## سال‌های آخر و مرگ
کوریگان در سال ۱۹۴۰ از بازیگری کناره‌گیری کرد (به‌جز ایفای یک نقش جزئی در ماجراجویی در سال ۱۹۴۵) و در روز کریسمس در سال ۱۹۴۵ در لس آنجلس در سن ۷۵ سالگی درگذشت.